# 奥村盛人
奥村 盛人（おくむら もりと、1978年〈昭和53年〉- ）は、日本の映画監督、脚本家。元高知新聞社会部記者。

## 人物・来歴
岡山県出身。高知県の地方紙「高知新聞社」で8年間、本社や幡多支社などに勤務し、2009年春に同社を退社。上京後、2010年に映画美学校フィクションコースを修了。成人映画の現場などでフィルム撮影の経験を積み、同年から映画『月の下まで』の制作にとりかかる。
2012年『月の下まで』がSKIPシティ国際Dシネマ映画祭、長編コンペティション部門にノミネート。高知県観光特使（2013年6月21日〜）。
2016年から早稲田大学の招聘研究員としてドキュメンタリー作品を撮影。2017年に拠点をヨーロッパへ移し、Yahoo! JAPANなどでショートドキュメンタリーを発表するほか、近年では撮影監督を担当した『On Certainty 467』（2018年、オーストリア）がVirginia Film Festivalで上映されている。

## 作品

### 長編映画
- 月の下まで（2012年、SKIPシティ国際Dシネマ映画祭長編コンペティション部門ノミネート）=TOHOシネマズ高知ほか2013年全国ロードショー